# Nintendo 64 Game Pak
Nintendo 64 Game Pak (nombre en código: NUS-006) es la marca de los cartuchos ROM que almacenan datos de videojuego para la consola Nintendo 64. Al igual que en las consolas anteriores de Nintendo, la estrategia de diseño del Game Pak buscaba maximizar la velocidad de lectura y reducir los costos de fabricación de la consola al no integrar una unidad mecánica, con la desventaja de una menor capacidad de almacenamiento por dólar en comparación con un disco. Desde el primer año de la consola, de finales de 1996 a 1997, los Game Pak tenían 4 a 12 megabytes con un precio de venta típico de US$75,99 (equivalente a $144,23 en 2023), luego disponible en 32 megabytes en 1998, y finalmente 64 megabytes desde 1999 en adelante.
Al igual que con los disquetes del Famicom Disk System de la década de 1980, Nintendo buscó un medio de mayor capacidad y más económico para complementar el Game Pak, lo que dio como resultado el Nintendo 64DD, un periférico de unidad de disquete exclusivo de Japón que se lanzó a fines de 1999 y fue un fracaso comercial.
Algunos desarrolladores, como Factor 5, Rare y Nintendo, apoyaron el medio de estado sólido debido a su alta velocidad de lectura y la conmutación de bancos de memoria. Otros desarrolladores contaban con diseños mucho más pesados, como el uso de vídeo de movimiento completo, pero aún no se habían inventado suficientes técnicas de compresión de datos y los chips ROM no eran rentables, lo que llevó a muchos desarrolladores, como Squaresoft a centrarse en plataformas basadas en CD-ROM.
La Nintendo 64 fue la última consola doméstica importante en usar cartuchos como formato de almacenamiento principal, hasta el lanzamiento de la consola híbrida Nintendo Switch se lanzó en 2017. Los sistemas portátiles como Game Boy Advance, PlayStation Vita, Nintendo DS y Nintendo 3DS también usaron cartuchos donde sus contemporáneas domésticas no lo habían hecho.

## Historia

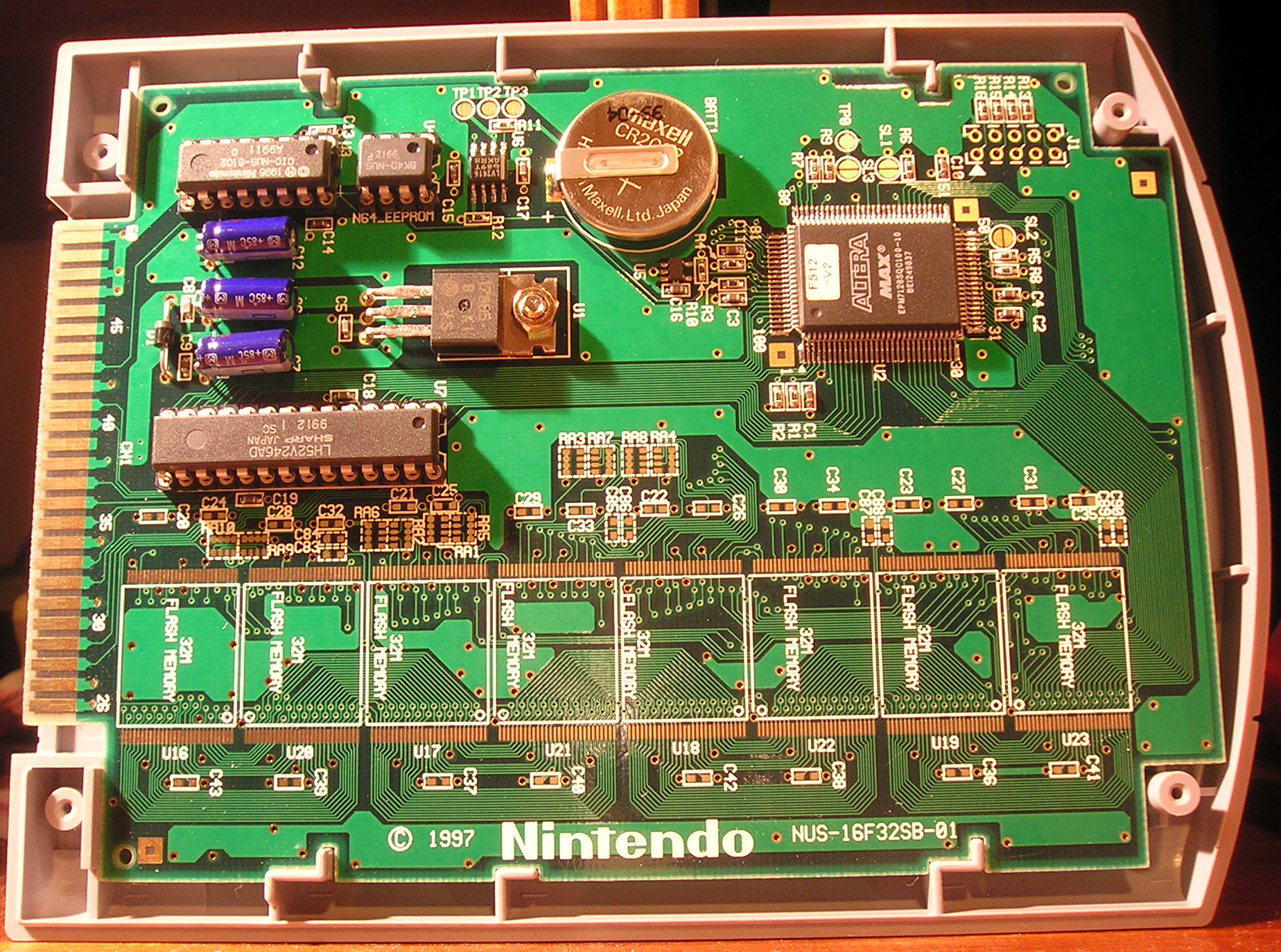
Componentes internos del cartucho de desarrollo

### Desarrollo
Nintendo ya había invertido en dispositivos de almacenamiento secundario de alta capacidad con la Famicom Disk System y el cancelado SNES-CD para sus dos consolas domésticas anteriores. En una entrevista de 1994, Nintendo of America (NOA) resumió su análisis de las ventajas de los cartuchos y los CD-ROM con respecto a su próxima consola, que finalmente sería la Nintendo 64.

Actualmente, los cartuchos ofrecen un acceso más rápido y mayor velocidad de movimiento y de personajes que los CD. Por lo tanto, presentaremos nuestro nuevo hardware con cartuchos. Pero con el tiempo, estos problemas con los CD se solucionarán. Cuando eso suceda, verán a Nintendo usando el CD como medio de almacenamiento de software para su sistema de 64 bits.
Howard Lincoln, presidente de Nintendo of America, Billboard

Ese sentimiento pronto se revisó ese mismo año cuando el vicepresidente de ventas y marketing de NOA, Peter Main, declaró:
"La elección que hicimos no fue cartucho versus CD, es silicio sobre óptico. Cuando se trata de velocidad, ningún otro formato se acerca al cartucho basado en silicio". 
En Nintendo Space World de 1995, Nintendo anunció el 64DD complementario, una unidad de disco magnético regrabable para la entonces próxima Nintendo 64 con velocidades de transferencia y tiempos de búsqueda varias veces más rápidos que las consolas de CD-ROM de la competencia. En 1997, el diseñador de juegos de Nintendo, Shigesato Itoi explicó:
"El CD almacena muchos datos, el [64]DD almacena una cantidad moderada de datos y realiza copias de seguridad de los datos, y las ROM [de cartucho] almacenan la menor cantidad de datos y los procesan más rápido. Al conectar un DD a la consola de juegos, podemos aumentar drásticamente la cantidad de géneros posibles... Creo que primero haremos el juego en un cartucho y luego... lo terminaremos como un juego 64DD completo".
Muchos juegos 64DD entraron en desarrollo; sin embargo, después de que el lanzamiento del dispositivo se retrasara varios años hasta 1999 y se restringiera a Japón, muchos de estos juegos cambiaron al Game Pak tradicional (como Paper Mario o The Legend of Zelda: Majora's Mask) o se cancelaron directamente. El 64DD fue un fracaso comercial y se discontinuó sólo 14 meses después de su lanzamiento.
En 1996, antes del lanzamiento de Nintendo 64, el presidente de Nintendo Hiroshi Yamauchi elogió la experiencia del usuario del formato de cartucho:
 

Muchos de ustedes creen que el CD-ROM es la última moda... pero observen la última palabra de moda en el mundo de la informática: conectar y usar, que no es más que la cultura de Nintendo... Los clientes creen que no tener tiempo de carga es una gran ventaja. Y lo que es más importante, al usar un cartucho, se pueden incorporar otros chips posteriormente, lo que permite a Nintendo ofrecer nuevas oportunidades de juego a los desarrolladores.
Hiroshi Yamauchi, presidente de Nintendo, Billboard

Hasta el lanzamiento de la Nintendo Switch en 2017, la Nintendo 64 fue la última consola doméstica importante en usar cartuchos como formato de almacenamiento principal, y la mayoría de las consolas portátiles (excepto la PlayStation Portable) usan cartuchos. La mayoría de las consolas domésticas desde la quinta generación usan formatos de disco, flash y online. La consola sucesora, Nintendo GameCube, usa un formato de disco óptico, lo cual benefició a algunos desarrolladores. La compañía declaró que su objetivo era reducir los costos de fabricación y no mencionó el espacio de almacenamiento como justificación. Debido a que la nueva consola no es retrocompatible con los cartuchos de juegos de Nintendo 64, Nintendo indicó que los jugadores podrían simplemente conservar su Nintendo 64.

## Características

### Guardado de archivos
Algunos videojuegos incluyen EEPROM interna, memoria flash o RAM con respaldo de batería para guardar partidas. De lo contrario, las partidas guardadas pueden almacenarse en una tarjeta de memoria independiente, comercializada por Nintendo como Controller Pak. 

### Protección de copia
Cada cartucho de Nintendo 64 contiene un chip de bloqueo (conceptualmente similar al de la NES 10) para evitar la producción de juegos sin licencia y la piratería. A diferencia de las consolas Nintendo anteriores, el chip de bloqueo de Nintendo 64 contiene un valor inicial que se utiliza para calcular una suma de comprobación del código de arranque del juego. Para evitar jugar a juegos ilegítimos utilizando un Game Pak real (como era una solución habitual para la NES), Nintendo produjo cinco versiones diferentes del chip de bloqueo. Durante el proceso de arranque, y ocasionalmente mientras el juego se está ejecutando, la consola calcula la suma de comprobación del código de arranque y la verifica con el chip de bloqueo del Game Pak, y no arranca si la comprobación falla.
El 2 de junio de 1997, un Tribunal de Distrito de EE. UU. emitió una orden de restricción temporal contra Games City por sus productos Game Doctor y Doctor V64, que permiten a los usuarios copiar desde un Game Pak a un CD o disco duro. Se ordenó a Games City que dejara de importar, distribuir, publicitar o vender dichos dispositivos.

### Módem
El cartucho para el juego japonés con licencia oficial Morita Shogi 64 incluía un módem y una carcasa personalizada para acomodar un puerto RJ11 y una luz LED de actividad.

## Análisis
El Nintendo 64 Game Pak ofrece ventajas esenciales, pero también inconvenientes. Si bien ofrece tiempos de carga más rápidos y mayor durabilidad que el formato CD-ROM, su silicio de estado sólido no se podía producir con la misma rapidez y su fabricación era más costosa, lo que resultaba en una baja capacidad de almacenamiento.

Por ejemplo, en 1995 se anunció un videojuego basado en la película de 1986 Top Gun como título de lanzamiento para la Nintendo 64 y se canceló cinco meses antes del lanzamiento de la consola, en parte debido al tiempo adicional para solicitar el formato de cartucho propietario, más caro, además de las tarifas de licencia de Nintendo. La desarrolladora del videojuego, Spectrum Holobyte, declaró:
«La pregunta es: ¿Nintendo realmente cree que necesita licenciatarios? Parece querer la mayor parte de las ventas de software, posiblemente hasta dos tercios».
En 1997, el periodista, Alex S. Kasten, observó que el problema "va más allá de la economía de los medios, porque la estrategia de mercado y el estilo de juego también influyen en la decisión de usar cartuchos o CD, por lo que Nintendo ha seguido basándose en los cartuchos por dos razones principales: economía y rendimiento".

### Costo de la consola
Nintendo sabía que una unidad de CD-ROM incrementaría considerablemente el costo de la consola en un mercado donde el precio es un factor importante. Jim Merrick, gerente de ingeniería de software de Nintendo, declaró:
«Somos muy sensibles al costo de la consola. Podríamos incluir un mecanismo de CD-ROM de ocho velocidades, pero en el mercado de consolas de menos de $200, sería difícil lograrlo». 

### Funcionamiento
Usamos el cartucho casi como una RAM normal... Así que la tecnología del cartucho realmente salvó el día.
Factor 5

Especificado entre 5 y 50 MiB/s, Nintendo enfatizó los rápidos tiempos de carga del Game Pak en comparación con las unidades de CD-ROM 2× de la competencia Sega Saturn y PlayStation, que funcionan a aproximadamente 300 kB/s con alta latencia. Esta discrepancia de velocidad se puede observar en las pantallas de carga que aparecen en muchos juegos multiplataforma; dichas pantallas a menudo eran inexistentes en la versión de Nintendo 64. El cambio de banco era una práctica común para los desarrolladores en muchos juegos, como Super Mario 64 de Nintendo EAD o Indiana Jones y la Máquina Infernal de Factor 5, lo que permitía un uso eficiente de la memoria.  Howard Lincoln dijo:
«[Genyo Takeda, el ingeniero de Nintendo que trabajó con Silicon Graphics para diseñar Project Reality] y ellos estaban convencidos de que era absolutamente esencial tenerlo en un cartucho para lograr lo que queríamos con Super Mario ».
Sega replicó afirmando que los tiempos de carga en los CD-ROM podrían eventualmente minimizarse. Ted Hoff, vicepresidente de ventas y marketing de Sega, declaró:
«Estamos encontrando cada vez más maneras de enmascarar el factor de carga [...] Estamos trabajando en maneras de superponer o acelerar el tiempo de carga».

### Durabilidad
Los cartuchos de juego son mucho más duraderos que los CD, que deben usarse con cuidado y guardarse en estuches protectores. Esto también previene arañazos accidentales y errores de lectura. Si bien los cartuchos de juego son más resistentes que los CD a los daños físicos, a veces son menos resistentes a los daños ambientales a largo plazo, en particular a la oxidación (aunque esta se puede limpiar fácilmente), el desgaste de los contactos eléctricos o la electricidad estática.

### Costo de fabricación
Debido a los complejos procesos de fabricación, los juegos basados en cartuchos son más caros y difíciles de fabricar que sus contrapartes basadas en CD. Los CD-ROM de PlayStation costaban US$1 (equivalente a $2 en 2023) para fabricar, mientras que los Super Nintendo Entertainment System Game Pak costaban US$15 (equivalente a $33,55 en 2023) y los Nintendo 64 Game Pak supuestamente más de US$30 (equivalente a $58,28 en 2023).

Los editores tuvieron que trasladar estos gastos más elevados al consumidor, por lo que los juegos de Nintendo 64 tendían a tener precios más altos que los de PlayStation. Rara vez un juego de PlayStation superaraba los US$50 (equivalente a $99,98 en 2023), mientras que algunos cartuchos de Nintendo 64 costaban US$79,99 (equivalente a $155,4 en 2023) como la primera impresión de The Legend of Zelda: Ocarina of Time. Los juegos de la línea económica Greatest Hits de PlayStation se vendían a US$19,95 (equivalente a $37,87 en 2023), mientras que la línea equivalente Player's Choice de Nintendo se vendía a US$39,95 (equivalente a $74,68 en 2023). En agosto de 1997, Kelly Flock, presidente de Sony Interactive Studios America (SISA), dijo:
"La mayoría de los cartuchos de N64 cuestan a los consumidores entre $55 y $70 dólares, en comparación con los $20 a $50 dólares de un CD de PlayStation".
En Estados Unidos, el precio típico de un juego de terceros era de alrededor de US$75,99 (equivalente a $144,23 en 2023) en el primer año del sistema en el mercado en 1997, aunque esto disminuyó gradualmente después de que Nintendo redujera los precios al por mayor de los cartuchos. El vicepresidente de Nintendo of América, George Harrison, estaba entusiasmado con el aumento de los pedidos de cartuchos de terceros realizados después de esa caída de precio. En el Reino Unido, los juegos de Nintendo 64 tenían un precio de £54.95 (equivalente a £126,32 en 2023) en el lanzamiento, con juegos de PlayStation con un precio de £44.95 (equivalente a £103,33 en 2023) .

### Tiempo de fabricación
Los Nintendo 64 Game Pak tardaban más en fabricarse que los CD, y cada tirada de producción tardaba al menos dos semanas desde el pedido hasta la entrega. En cambio, las copias adicionales de un juego en CD podían pedirse con un plazo de entrega de unos pocos días. Esto significaba que los editores de juegos de Nintendo 64 tenían menos flexibilidad para prever la demanda y corrían el riesgo de quedarse con un excedente de cartuchos de juego caros para un juego fallido o con una escasez de semanas de producto que subestimaron.

Sony aprovechó esta deficiencia para atraer a las editoriales. Andrew House, vicepresidente de marketing de Sony Computer Entertainment America, afirmó:
«Pueden fabricar la cantidad adecuada de software sin asumir el enorme riesgo de inventario asociado con el negocio de los cartuchos».
Kelly Flock, de Sony, añadió:
«Y el CD permite tiradas de fabricación más pequeñas con plazos de entrega muy cortos. ... El CD permite a la editorial asumir riesgos creativos de contenido — no de inventario».

### Espacio de almacenamiento
A lo largo de la quinta generación de consolas de videojuegos, incluso durante el desarrollo de Nintendo 64, Nintendo revisó repetidamente sus estimaciones del tamaño máximo de cartucho: a finales de 1995, se había pensado recientemente que el tamaño máximo de cartucho entregable sería de 64 megabits (8 megabytes), y luego se revisó a 96 megabits (12 megabytes) con un máximo teórico futuro de 256 megabits (32 megabytes). En 1998, los Game Pak más grandes jamás fabricados oficialmente tenían 512 megabits (64 megabytes), mientras que los CD pueden contener más de 650 megabytes. Los tamaños de almacenamiento varían desde 4 MB (32 Mbit) como Automobili Lamborghini (1997) y Dr. Mario 64 (2001), hasta 32 MB (256 Mbit) como The Legend of Zelda: Ocarina of Time (1998), hasta 64 MB (512 Mbit) como Resident Evil 2 (1998) y Conker's Bad Fur Day (2001). Los juegos portados desde otras plataformas pueden utilizar una compresión de datos más agresiva (como en Resident Evil 2) o contenido modificado (como en Spider-Man y Mortal Kombat Mythologies: Sub-Zero) para que quepan en un Nintendo 64 Game Pak. Juegos excepcionalmente grandes en sistemas basados en CD podían ocupar varios discos, sumando gigabytes, lo que habría sido prohibitivamente caro de distribuir entre varios Game Pak. Además, la expansión 64DD con disquetes de 64 MB se lanzó tarde y se discontinuó rápidamente.

Debido a las limitaciones de espacio del Game Pak, los vídeos de movimiento completo no suele ser viable para las cinemáticas. Una notable excepción fue Resident Evil 2, que contiene el material equivalente a los dos CD-ROM de la versión original de PlayStation, aunque comprimido, además de contenido ampliado, instrumentos de mayor calidad y compatibilidad con sonido envolvente lo que Eurogamer denominó como:
«Una de las adaptaciones para consola más ambiciosas [e impresionantes] de todos los tiempos».
Algunos juegos contienen escenas cinemáticas con gráficos generados por el sistema en tiempo real, como Super Mario 64, The Legend of Zelda: Ocarina of Time o Conker's Bad Fur Day. Nintendo minimizó la importancia de los vídeos prerrenderizados, y el director de ingeniería de software, Jim Merrick, declaró:
«Las demos de vídeo de movimiento completo encajan perfectamente en un CD-ROM, pero una vez que te metes en el software, como jugador, piensas: '¡A jugar!'».
Nintendo también respondió que los desarrolladores generalmente no usaban los 650 MiB de capacidad completos de los CD-ROM, lo que indica que el menor espacio de almacenamiento animó a los desarrolladores a priorizar la calidad sobre el flash.

### Protección de copia
Los CD-ROM son conocidos por su relativa facilidad de copia en computadoras personales, mientras que los Nintendo 64 Game Pak utilizan el formato propietario de Nintendo y son más difíciles de piratear.
 

He visto especulaciones sobre que [la elección de los cartuchos] era una conspiración para controlar a editoriales externas. Es un completo disparate. No hay ni una pizca de verdad en eso. Nunca se ha producido una discusión así; nunca fue un problema. Era pura tecnología y falsificación.
Howard Lincoln

## Recepción

### Recepción crítica
John Ricciardi, escribiendo para Electronic Gaming Monthly, calificó la decisión de Nintendo de mantener el formato de cartucho para la Nintendo 64 como "obstinada" y un factor clave en las desventajas competitivas de la compañía. Brian Dipert, escribiendo para la revista EDN, afirmó que los cartuchos de juego de la Nintendo 64 son:
"Voluminosos y caros, lo que reduce los márgenes de beneficio de Nintendo en comparación con los económicos CD y DVD de plástico de la competencia".
En un tono más positivo, Aaron Curtiss, de Los Angeles Times, elogió la elección de Nintendo del formato de cartucho, con sus tiempos de carga "inexistentes" y la "acción continua y trepidante que los CD-ROM simplemente no pueden ofrecer", concluyendo que:
"La Nintendo 64 basada en cartucho ofrece una velocidad vertiginosa y gráficos nítidos, inauditos en ordenadores personales, y que hacen que las consolas de 32 bits de la competencia, basadas en discos de Sega [Saturn] y Sony [PlayStation], parezcan realmente lentas".
Al describir los incentivos de control de calidad asociados al desarrollo basado en cartucho, Curtiss citó la postura de Nintendo de que los desarrolladores de juegos de cartucho tienden a "priorizar la esencia sobre la apariencia", y señaló que los juegos de lanzamiento carecen de las "secuencias de acción en vivo mal interpretadas o las oberturas musicales mediocres" que encontró en los juegos de CD-ROM de la época.

### Recepción de la industria
Como parte de la controvertida disyuntiva tecnológica entre almacenamiento y rendimiento, endémica en toda la industria informática y a la que Nintendo se había enfrentado desde los sistemas de casete y disquete de la Famicom, la elección de un formato de cartucho para la Nintendo 64 fue esencial para los proyectos de varios desarrolladores. Sin embargo, la elección de un formato de cartucho, sumada al fracaso comercial de la 64DD, también fueron factores clave en la pérdida de cuota de mercado y la preferencia de los desarrolladores por parte de Nintendo.
Los principales competidores de Nintendo 64, Sony PlayStation y Sega Saturn, utilizan CD-ROM para el almacenamiento de juegos. Como resultado de menores costos de fabricación, prensado más rápido y mayor almacenamiento, algunos editores que tradicionalmente habían apoyado las consolas de Nintendo antes de Nintendo 64 ahora producían juegos principalmente o exclusivamente para los competidores de Nintendo. Esto incluyó a Square, Capcom, y también Enix, que inicialmente había planeado Dragon Warrior VII para Nintendo 64 y su aún no lanzado periférico de disco 64DD al menos para 1996, pero migró a PlayStation debido al uso cada vez más ambicioso del espacio de almacenamiento por parte de los desarrolladores con su formato de juego fundamentalmente cinematográfico. Shiny Entertainment había estado planeando desarrollar MDK para Nintendo 64, pero cambió a PC cuando encontraron que el espacio del cartucho era insuficiente para sus planes y Nintendo no pudo producir el prometido 64DD de manera oportuna. En noviembre de 1997, el vicepresidente Nintendo of America, George Harrison, reconoció que Square fue una pérdida "significativa", destacando la popularidad de los juegos de rol, especialmente en Japón.
 

Cuando debatimos diseñar las escenas de campo como ilustraciones o basadas en gráficos generados por computadora, se nos ocurrió la idea de eliminar la conexión entre las películas y los campos. Sin usar blackout en absoluto, y manteniendo la calidad al mismo tiempo, haríamos que la película se detuviera en un corte y que los personajes se movieran en ella. Intentamos que fuera controlable incluso durante las películas. Como resultado del uso de una gran cantidad de datos de movimiento, efectos generados por computadora e imágenes fijas, resultó ser un juego de gran capacidad, por lo que tuvimos que elegir el CD-ROM como soporte. En otras palabras, nos volvimos demasiado agresivos y nos metimos en problemas.
Hironobu Sakaguchi, el creador de la serie Final Fantasy

Algunos desarrolladores que permanecieron en Nintendo 64 lanzaron menos juegos para la consola. Konami fue un claro ejemplo de ello, lanzando 29 juegos para Nintendo 64, pero más de 50 para PlayStation, incluido los aclamados Castlevania: Symphony of the Night y Metal Gear Solid. En general, los lanzamientos de nuevos juegos fueron menos frecuentes para la Nintendo 64 que para la PlayStation. 

En una entrevista con Computer & Video Games en la Nintendo Space World de 1995 sobre cómo el uso de CD podría haber afectado el desarrollo de sus juegos Rare afirmó que «Blast Corps requeriría más tiempo y mucha más RAM», y que «GoldenEye 007 requeriría el doble de RAM». En el video de comentarios del director de 2013 sobre Conker's Bad Fur Day, tras observar los imperceptibles tiempos de carga y las transiciones fluidas entre las escenas principales del juego, los programadores de Rare comentaron que:
«Lo que pasa con los cartuchos es que… son de estado sólido… así que, en realidad, son un medio mucho más avanzado y mejor que los discos. No se puede tener tanto [contenido] ahí —o, mejor dicho, se puede, pero es muy caro— pero, como medio, el cartucho es [enormemente] superior a cualquier Blu-ray o disco… [o] disco duro ».
En noviembre de 1997, el diseñador de Star Fox, Jez San, lamentó que "muy pocos desarrolladores externos trabajan realmente con N64", por varias razones comerciales importantes, además del tiempo extra que requiere optimizar un juego para el espacio limitado de los cartuchos. En ese momento, el vicepresidente de Nintendo of America, George Harrison, reconoció el problema histórico del precio.

Después de haber desarrollado medios de CD-ROM en dos lanzamientos diferentes LucasArts para PlayStation, el cofundador de Factor 5, Julian Eggebrecht, dijo en una publicación de febrero de 1998:
Nos gustó la N64 de inmediato porque no teníamos que lidiar con los CD. No hay que subestimar lo complicado que puede ser crear un juego en CD para PlayStation. Hay que llenarlo, grabarlo (lo que lleva una hora cada vez que quieres ver una nueva versión del juego), hay que solucionar errores de carga, etc. Los CD pueden ser un verdadero fastidio.
Eggebrecht identificó la RAM, no el almacenamiento, como el principal cuello de botella para cualquier consola; identificó las velocidades de lectura del CD-ROM como un factor que exacerbaba dicho cuello de botella y favoreció los cartuchos para mitigarlo. Hablando sobre las optimizaciones de sus programadores para Indiana Jones y la Máquina Infernal, Eggebrecht afirmó:
La gran ventaja fue el cartucho de N64. Lo usamos casi como RAM normal y transmitimos todos los datos de los niveles, texturas, animaciones, música, sonido e incluso código de programa mientras el juego se ejecuta. Con el tamaño final de los niveles y la cantidad de texturas, los 8 megabytes de RAM de la N64 nunca habrían sido suficientes para albergar ningún nivel individual. Así que la tecnología del cartucho realmente nos salvó la situación.